# 郭平欣
郭平欣（1918年—2010年），男，祖籍贵州盘县，生于湖北汉口，中国计算机技术管理专家，曾任电子工业部计算机工业管理局顾问，中国计算机学会名誉理事。